# La Ruée vers l'Europe
La Ruée vers l'Europe est un essai de Stephen Smith dans lequel il soutient que « l'Europe n'en est qu'à l'aube des grands mouvements migratoires en provenance d'Afrique ». Le livre a suscité la polémique dans les médias, et a été très critiqué par le monde académique, qui lui reproche son manque de rigueur scientifique et son ton inutilement alarmiste qui penche selon certains d'entre eux vers le fantasme, voire la xénophobie de thèse comme le grand remplacement.

## Réception critique

### Réception médiatique
La journaliste du Monde Maryline Baumard liste La ruée vers l'Europe comme l'un de ses sept livres incontournables pour comprendre les migrations, estimant qu'il s'agit « d'un petit livre hyperdocumenté, riche en références littéraires et nourri d'un suivi longitudinal des statistiques africaines ». Par la suite, le journal relaie les critiques formulées à l'encontre de l'ouvrage par des démographes, en particulier François Héran,. La journaliste Eugénie Bastié critique la publication de ces nouveaux articles qu'elle dénonce comme une inconstance et y voit une forme de « politiquement correct ».
Pour Le Monde diplomatique : « L’essentiel de l’argumentaire est démographique, opposant, un peu trop schématiquement, la natalité du continent africain et le vieillissement de l’Europe. Mais les cinq issues que Smith imagine ouvrent le débat. On regrettera un titre inutilement alarmiste. ».
Pour Alternatives économiques, La Ruée vers l'Europe est un ouvrage qui se sert « la peur de la submersion » pour « faire recette ».
Pour L'Express, l'essai « met l'accent, chiffres démographiques à l'appui, sur la hausse prévisible des flux de migrants sur les côtes européennes dans les décennies à venir ».
Pour la Revue des deux mondes, l'auteur « tente l’impossible : poser le cadre du débat sur l’avenir de l’Afrique et de l’Europe dans leur prochaine « confrontation migratoire » sans parti pris idéologique et sans a priori ».

### Réception académique
L'ouvrage de Stephen Smith a reçu un accueil très critique du monde universitaire, qui lui reproche son manque de rigueur scientifique et son ton inutilement alarmiste, qui penche selon certains d'entre eux vers le fantasme, voire la xénophobie.
Le démographe François Héran (Collège de France) a critiqué vigoureusement l'ouvrage, l'accusant de « nourrir le fantasme de l'envahissement du Nord par le Sud ». Pour lui, le scénario selon Smith d'une « ruée » migratoire de l'Afrique subsaharienne vers l'Europe ne résulterait pas, pour l’essentiel, d'un déterminisme démographique mais d'une conjecture économique. Au rebours de Smith, Héran affirme que l’immigration y compris les afflux de migrants ou de demandeurs d’asile, « loin de ruiner la protection sociale et d’aggraver le chômage, se traduit à terme par une augmentation du PIB et une remontée du taux d’emploi ». La démographe Michèle Tribalat (INED) mesure les propos de Héran et affirme : « Je n’ai aucune idée de ce que sera la taille des populations originaires d'Afrique hors Maghreb en 2050 en Europe en général et en France en particulier, mais je suis à peu près sûre que la projection de François Héran, qu’il dit réaliste, l’est très peu. Bien qu’il maîtrise mieux, en principe, comme il s’en vante dans son article venimeux sur le livre de Stephen Smith, les canons de l’analyse démographique que ce dernier, il n’est pas sûr qu’il ait mené un travail plus avisé. ».
Pour Hervé Le Bras (EHESS/INED), Smith a « une vue complètement simpliste des choses ». Selon Le Bras, la ruée vers l'Europe est avant tout « un fantasme ».
Michel Agier (EHESS) reproche à Smith une utilisation fallacieuse de nombreux chiffres et statistiques : « Vos chiffres sont très contestables. Dans son dernier rapport démographique, le FMI établit une projection qui inclut la décroissance tendancielle des taux de fécondité en Afrique – ce que vous ne mentionnez qu'en une demi-phrase dans votre ouvrage. Au total, les migrants subsahariens dans les pays de l'OCDE passeraient de 6 millions en 2013 à 18 millions en 2040 et 34 millions en 2050. Ce qui fait un ordre de grandeur sensiblement différent! » (Smith avance le chiffre de 200 millions pour le nombre de migrants subsahariens en Europe en 2050).
Samuel Liater (Université libre de Bruxelles) pense que l'ouvrage de Smith est plus politique que scientifique : « Cet ouvrage aux airs de géographie humaine n’est probablement pas indiqué
pour comprendre correctement les dynamiques, mais plutôt intéressant pour cerner des
idées de la droite sur les enjeux majeurs des prochaines décennies. Comme indiqué en
quatrième de couverture, cet essai assume en effet « la nécessité d’arbitrer entre intérêts et
idéaux ». En revanche, il ne peut prétendre à des positions scientifiques justifiées ; cet
essai n’est pas un ouvrage scientifique crédible. ».
Cris Beauchemin (INED) et David Lessault (CNRS/Université de Poitiers) affirment que les statistiques des migrations africains sont claires : il n'y a ni exode, ni invasion. Ils disent : « Il n’y a pas plus « d’exode » en Afrique que « d’invasion africaine » en Europe. Le poids de ces deux idées reçues dans les discours publics est à l’origine d’un décalage entre l’ampleur des dispositifs politiques mis en place pour contrôler les flux et la réalité mesurée d’un phénomène finalement marginal. ».
Pour Christian Bouquet (Université Bordeaux-Montaigne), c'est « un essai fort bien documenté et solidement argumenté », il préconise cependant de ne pas tomber dans « l'alarmisme » et juge que « l’immigration africaine en Europe doit être traitée à sa juste dimension ».
L'essai de Smith est qualifié par Julien Brachet (IRD/Oxford) de « xénophobe et raciste ». Selon lui, Stephen Smith « ne connaît rien au sujet et ne fait que reprendre des « propos de comptoir ». Il regrette avec Judith Scheele (EHESS/Oxford) l'importante couverture médiatique dont a bénéficie le livre de Stephen Smith « qui ressemble à une vaine tentative de légitimation de la théorie complotiste du « grand remplacement » prêchée par les idéologues d’extrême droite, et en multipliant les références à Maurice Barrès, Jean Raspail, Robert Kaplan ou Samuel Huntington (p. 70, 72, 188, 220), Stephen Smith s’inscrit ouvertement dans une tradition idéologique dont les chantres prédisent depuis des décennies la fin de la « civilisation occidentale » voire du « monde blanc » ». Pour eux, ceci « est révélateur de la manière dont les opinions publiques peuvent se forger sur la base d’arguments tronqués, et des difficultés qu’ont les sciences sociales à imposer dans l’arène médiatique et politique des arguments sérieux sur des sujets complexes ».
Stephen Smith reconnaît que ses prévisions peuvent faire le jeu de l'extrême droite, mais regrette d'être « mis au ban pour complicité » quand Pierre Jacquemot, chercheur associé à l'Iris, l'accuse de « faire le lit » des partisans de la théorie du « grand remplacement » ou quand François Héran déclare qu'il a fourni aux politiques des éléments pour « agiter le spectre du péril noir ». Il les met « au défi de trouver dans mon livre, ou dans les propos que j'ai tenus depuis sa publication, une citation à l'appui de cette imputation » et appel à un débat sans diabolisation ni manichéisme, le sujet étant complexe.

## Influence politique
Le livre a été apprécié aussi bien par le Président de la République Emmanuel Macron que par l'extrême droite de Marine Le Pen.

## Prix
En 2018, La ruée vers l'Europe a été récompensé par le Prix Brienne du livre de Géopolitique , par le Prix littéraire de la Revue des Deux Mondes et par un Grand Prix de l'Académie française .